# 大浦暁生
大浦 暁生（おおうら あきお、1931年4月28日 - ）は、日本のアメリカ文学者、翻訳家。
中央大学名誉教授。

## 経歴
大阪府池田市に生まれる。1960年（昭和35年）東京大学大学院修士課程修了、中央大学教授を2002年に定年。アメリカの自然主義文学が専門。ほか、群馬大学学芸学部講師を務めた。

## 共著
- 『学校英語にいま何が 強まる差別・選別教育の中で 市民として考えよう・教育』（阿原成光共著、三友社出版） 1982

## 翻訳
- 『この日をつかめ』（ソール・ベロー、新潮文庫） 1971
- 『マーシェンカ』（ウラジミール・ナボコフ、新潮社） 1972
- 『アメリカ文学の道標』（ヘニグ・コーエン、長田光展共訳、中央大学出版部） 1972
- 『エベレスト南西壁 英国隊初登頂の記録』（クリス・ボニントン、平林克敏共訳、集英社） 1977
- 『二十日ねずみと人間』（スタインベック、主婦の友社、キリスト教文学の世界） 1977、のち新潮文庫
- 『ソフィーの選択』（ウィリアム・スタイロン、新潮社） 1983、のち新潮文庫
- 『地獄を見た少年 あるアメリカ人のナチ強制収容所体験』（B・スパンヤード、白石亜弥子共訳、岩波書店） 1986、のち岩崎同時代ライブラリー
- 『イーストウィックの魔女たち』（ジョン・アップダイク、新潮社） 1987、のち新潮文庫
- 『見える暗闇 狂気についての回想』（ウィリアム・スタイロン、新潮社） 1992
- 『食べられる女』（マーガレット・アトウッド、新潮社） 1996
- 『タイドウォーターの朝』（ウィリアム・スタイロン、新潮社） 1999